# Лаго Сирино I (Потенца)
Лаго Сирино I (итал. Lago Sirino I) је насеље у Италији у округу Потенца, региону Базиликата.
Према процени из 2011. у насељу је живело 257 становника. Насеље се налази на надморској висини од 786 м.